# William Rooke Creswell
William Rooke Creswell KCMG, KBE (ur. 20 lipca 1852 w Gibraltarze, zm. 20 kwietnia 1933 w Armadale) – australijski oficer marynarki, wiceadmirał i pierwszy dowódca Royal Australian Navy.

## Życiorys
William Rooke Creswell urodził się w Gibraltarze jako syn Edmunda Creswella, naczelnika urzędu poczty w kolonii i Margaret Mary Ward Fraser. Po ukończeniu prywatnej szkoły w Gibraltarze wstąpił do Eastman's Naval Academy w Southsea w Anglii, po czym w 1865 roku, w wieku 13 lat, został kadetem na okręcie szkolnym Royal Navy HMS „Britannia”. Dwa lata później został awansowany do stopnia midszypmena i zaokrętowany na HMS „Phoebe”. Na tym okręcie odbył dwuletnią podróż dookoła świata, zawijając między innymi do Australii w 1869 roku.
W 1871 roku William Creswell otrzymał promocję na podporucznika marynarki i przydział do China Station. 16 września 1873 roku, w potyczce z malajskimi piratami, został postrzelony w biodro, ale pomimo rany nie opuścił wyznaczonego stanowiska. Jego odwaga przyniosła mu awans do stopnia porucznika i przeniesienie na czas rekonwalescencji do Wielkiej Brytanii, gdzie wstąpił do Royal Naval College w Greenwich. Po wyzdrowieniu powrócił na morze, służąc na wodach Oceanu Indyjskiego, początkowo w East India Station, później u wybrzeży afrykańskich. Royal Navy zwalczała tam statki handlarzy niewolników i porucznik Creswell, który posługiwał się suahili, służył jako tłumacz. Niezdolny do pełnienia obowiązków na skutek choroby, został odesłany do kraju, gdzie w kwietniu 1878 roku odbył kurs torpedowy na HMS „Vernon”, a następnie został komendantem hulku szkolnego HMS „Lion”, stacjonującego w Devonport. Zniechęcony brakiem perspektyw na szybki awans zrezygnował ze służby w marynarce 6 września 1878 roku.
W 1879 roku William Creswell wyjechał wraz ze swym bratem Charlesem do Australii. Przez kilka kolejnych lat wiódł życie pioniera, zajmując się eksploracją złóż i pasterstwem. W 1885 roku spotkał się w Adelaide z komandorem Johnem Walcotem, swoim znajomym z czasów służby w marynarce a wówczas dowódcą sił morskich Australii Południowej (South Australian Naval Service), który zaproponował mu służbę w swojej flocie. 12 października 1885 roku William Creswell został oficerem na kanonierce HMCS „Protector”, jedynym dużym okręcie marynarki kolonii. W 1886 roku w „South Australian Register” ukazał się jego artykuł, w którym proponował rozwój własnych sił morskich australijskich kolonii, zamiast utrzymywania na tych wodach okrętów marynarki brytyjskiej. Jego postulaty uzyskały poparcie dowódcy Australian Station Royal Navy, kontradmirała George’a Tryona.
29 grudnia 1888 roku William Creswell poślubił w Port Elliot Adelaide Elizabeth Stow (córkę Randolpha I. Stowa, sędziego Sądu Najwyższego kolonii), a w 1893 roku został następcą Johna Walcota na stanowisku głównodowodzącego marynarki wojennej Australii Południowej. W tych latach ponownie rozpoczął publiczną dyskusję nad stworzeniem australijskiej floty, zdolnej zastąpić pełniącą służbę na wodach kontynentu eskadrę okrętów Royal Navy, stacjonującą stale w Sydney. W 1897 roku został odznaczony Orderem św. Michała i św. Jerzego. Trzy lata później, 1 maja 1900 roku, został dowódcą sił morskich Queenslandu, zaś w sierpniu tegoż roku objął ponownie dowództwo swojego dawnego okrętu, HMCS „Protector”, który został wysłany do Chin w składzie międzynarodowej ekspedycji przeciwko powstaniu bokserów. Służył tam do stycznia 1901 roku, po czym powrócił do Australii, ponownie nawołując do stworzenia autonomicznej marynarki wojennej powstałego właśnie Związku Australijskiego. Rząd dominium nie uzyskał jednak zgody Admiralicji na powołanie pełnomorskiej floty, według koncepcji brytyjskiej rola australijskich okrętów miała ograniczać się do obrony wybrzeży, zaś obronność kraju miała wciąż gwarantować eskadra Royal Navy.
Rząd australijski, wspierając działania Creswella, mianował go 25 lutego 1904 roku pierwszym dowódcą połączonej floty kolonii (Commonvealth Naval Forces). Dwa lata później miał okazję zapoznać się podczas pobytu w Wielkiej Brytanii z nowymi trendami w budownictwie okrętowym i stał się zwolennikiem wyposażenia australijskich sił morskich w jednostki nowych klas: torpedowców, niszczycieli i okrętów podwodnych. Jego projekty zostały co prawda po raz kolejny odrzucone przez rząd brytyjski, ale zyskały poparcie premiera rządu Australii Alfreda Deakina. Po latach starań, 5 lutego 1909 roku, rząd kolejnego premiera Andrew Fishera, zamówił w stoczniach brytyjskich trzy nowoczesne kontrtorpedowce typu River. Zmienił się także punkt widzenia brytyjskiej Admiralicji: pod presją ograniczonego budżetu na zbrojenia i rosnącej w siłę niemieckiej Kaiserliche Marine, zgodziła się wreszcie na powstanie pełnomorskiej eskadry australijskich okrętów. Zamówienie na krążownik liniowy HMAS „Australia” i trzy krążowniki lekkie zostało złożone 9 grudnia 1909 roku.
1 marca 1911 roku William Rooke Creswell został promowany do stopnia kontradmirała, w czerwcu został Rycerzem Orderu św. Michała i św. Jerzego. 10 lipca 1911 roku król Jerzy V oficjalnie sygnował akt powstania niezależnej Royal Australian Navy, przewidujący jednocześnie dla jej okrętów skrót HMAS (His/Her Majesty’s Australian Ship). Kontradmirał Creswell został dowódcą nowej marynarki. 4 października 1913 roku nowo zbudowany krążownik liniowy HMAS „Australia” odbył na czele pozostałych jednostek floty paradę w porcie w Sydney, po której marynarka australijska oficjalnie przejęła obowiązek obrony kraju od okrętów Royal Navy.
Podczas I wojny światowej Royal Australian Navy nie występowała w praktyce jako jednolita siła zbrojna. Po pierwszych operacjach przeciwko niemieckim koloniom na Pacyfiku i rozgromieniu Niemieckiej eskadry wschodnioazjatyckiej w bitwie koło Falklandów, okręty australijskie zostały przebazowane na inne teatry działań i oddane pod kontrolę dowództwa Royal Navy. Obowiązki kontradmirała Creswella sprowadzały się w tym czasie do prac administracyjnych, zaczął więc przygotowywać plany na lata powojenne, skupiające się na zapewnieniu marynarce australijskiej większej niezależności od floty brytyjskiej.
W 1919 roku William Creswell został odznaczony Orderem Imperium Brytyjskiego. Oficjalnie odszedł na emeryturę 27 listopada 1919 roku, zaś we wrześniu 1922 roku otrzymał awans do stopnia wiceadmirała. Osiadł na farmie w pobliżu Melbourne i zmarł 20 kwietnia 1933 roku w miejscowości Armadale na przedmieściach tego miasta. Został pochowany na cmentarzu Brighton General. Jego zasługi dla powstania marynarki wojennej Australii przyniosły mu przydomek „ojca Royal Australian Navy”.